# Mono palette.
mono palette.（ものぱれっと）は、日本の男性音楽グループ。略称はモノパレ。

## 概要
2016年10月30日に、あげいん、Rim、雪見、3部、InvaderTが出演した『Hallow eve!!』を渋谷aubeにて開催。
同年12月28日には、あげいん、InvaderT、3部、雪見、Rim、橘優が出演した『Snow magic!!』を吉祥寺CLUB SEATAにて開催。チケットを1分で完売させた。
このライブを成功に収め、翌2017年4月2日に新宿ReNYで開催したワンマンライブ『mono palette.』で正式結成する。
メンバーはそれぞれニコニコ動画といった動画投稿サイトでの「歌ってみた」を中心に活動を開始。グループとしてはライブと動画投稿を主に活動している。
自身を模したイラストをビジュアルにしているが、ライブやイベントでは顔出しでのパフォーマンスを行っている。
2018年10月14日に品川ステラボールで行ったワンマンライブで、2019年1月に放送開始するTVアニメ「不機嫌なモノノケ庵 續」のOPテーマを担当することを発表。
2018年12月26日にShibuya O-EASTで行ったライブで、あげいんが声帯ポリープ手術のため活動を一時休止することを発表した。
2019年5月3日にBIGCATで行われたライブであげいんが約半年ぶりのステージ復帰となった。
2019年5月19日に渋谷TSUTAYA O-EASTで行われたワンマンツアー『mono palette. Spring Tour 2019 -amorous petal-』のファイナル公演にて、3部が歌唱時機能性発声障害につき、一時活動を休止することを発表した。
2021年8月、約2年ぶりとなる有観客でのワンマンツアー『mono palette.summer tour 2021 -skull sign-』を開催。
2021年11月20日、無料オンラインライブ『SKULL SIGN』を開催。
2022年11月20日、豊洲PITで開催されたワンマンライブ『Voltage』をもって、Rimがグループ卒業。
2022年11月20日をもって、mono palette名義での活動を終了

## メンバー
- あげいん（■赤、1997年6月30日（27歳）[12]）
  - リーダー。Vo。B型。
  - 疾走感溢れる声質と安定した高音域が特徴である。
  - 愛称は、「あげ」。
  - ジャニーズが好きで、中でも元NEWSの手越祐也が好き。

- 雪見（■紫、1997年2月6日（28歳）[13]）
  - Vo。B型。
  - 伸びやかで綺麗な歌声が特徴である。
  - 愛称は、「雪見ちゃん」。
  - あげいんとは度々コラボ動画を投稿しており、2人のペア名は「あげゆき」と呼ばれている。

- ３部（■緑、1992年12月14日（32歳）[14]）
  - Vo。O型。
  - セクシーな歌声やブレスが特徴で、歌い方のアレンジにも定評がある。
  - 愛称は、「サンブニャン」[15]。
  - Rimとは同居していた時期も有り、2人のペア名は「りむぶ」と呼ばれている。

- Rim（■白、1995年4月25日（30歳）[16]）
  - Vo。A型。
  - 綺麗な高音ボイスがイケボと称され人気を博している。
  - 愛称は「たんりむ」。
  - 2022年11月20日、グループ卒業（以後ソロ活動に専念）

## 略歴
2016年
- 10月30日、渋谷aube『Hallow eve!!』で4人が初共演。
- 12月28日、吉祥寺CLUB SEATA『Snow magic!!』で再度共演。

2017年
- 2月18日、新木場STUDIO COAST『ウタカツ！ミーティング-volume004- 「#THEパーリー」』出演。
- 3月27日、渋谷サーキットイベント『i-STAR Fes.2017』出演。
- 4月2日、ワンマンライブ『mono palette.』を新宿ReNYで開催し、正式結成。
- 7月、初の東名阪ツアー『mono palette.-summer tour2017-』開催。
- 10月8日、HoneyWorksと初共演した対バンライブ『LIVE-@-～HoneyWorks × mono palette.～』をZepp DiverCity Tokyoにて開催。
- 12月28日、ワンマンライブ『mono palette. -White Paints-』を新宿BLAZEで開催。

2018年
- 8月、全国5ヶ所をめぐるライブツアー『mono palette.-summer tour2018-』を開催。
- 10月14日、ワンマンライブ『mono palette.-marble canvas-』を品川ステラボールで開催。
- 12月26日、ワンマンライブ『mono palette.-BLACK PAINTS-』を渋谷TSUTAYA O-EASTで開催[17]。
- 12月26日、1stシングル「ロングタイムトラベラー」リリース[18]。

2019年
- 5月、東名阪をめぐるライブツアー『mono palette. Spring Tour 2019 -amorous petal-』を開催[19][20][21][22]。
- 9月11日、2ndアルバム「Graffiti」リリース[23][24]。

2021年
- 8月、3部の活動休止後、初となる有観客でのワンマンツアー『mono palette.summer tour 2021 -skull sign-』を開催[25][26]。
- 11月20日、無料オンラインライブ『SKULL SIGN』を開催。公式YouTube Channnelにて無料配信を実施。

## ディスコグラフィ

### シングル
| 枚  | 発売日         | タイトル               | 規格         | 規格品番             |
| --- | -------------- | ---------------------- | ------------ | -------------------- |
| 1st | 2018年12月26日 | ロングタイムトラベラー | 限定盤通常盤 | COCC-17546COCC-17547 |

### アルバム
| 枚  | 発売日         | タイトル | 規格 | 備考                         |
| --- | -------------- | -------- | ---- | ---------------------------- |
| 1st | 2018年12月30日 | Polaris  | CD   | コミケ会場・VVオンライン限定 |

あげいん×雪見
| 枚  | 発売日         | タイトル      | 規格 | 備考                         |
| --- | -------------- | ------------- | ---- | ---------------------------- |
| 1st | 2017年12月29日 | Weather Diary | CD   | コミケ会場・VVオンライン限定 |
| 2nd | 2018年8月10日  | unique        | CD   | コミケ会場・VVオンライン限定 |

### タイアップ
| 楽曲                   | タイアップ                                              | 時期   |
| ---------------------- | ------------------------------------------------------- | ------ |
| ロングタイムトラベラー | MXTV他アニメ「不機嫌なモノノケ庵 續」オープニングテーマ | 2019年 |

## ミュージックビデオ
| オリジナル    | 曲名                       |
| Neru          | 「脱法ロック」             |
| NEWS          | 「weeeek」                 |
| ナユタン星人  | 「金星のダンス」           |
| mono palette. | 「ロングタイムトラベラー」 |
| mono palette. | 「アンダーカレント」       |
| King&Prince   | 「シンデレラガール」       |